# Ligumia recta
Ligumia recta är en musselart som först beskrevs av Jean-Baptiste Lamarck 1819.  Ligumia recta ingår i släktet Ligumia och familjen målarmusslor. IUCN kategoriserar arten globalt som livskraftig. Inga underarter finns listade i Catalogue of Life.